# Poti
Poti (georgiska: ფოთი) är en hamnstad i västra Georgien, där floden Rioni mynnar i Svarta havet, 312 kilometer väster om huvudstaden Tbilisi. Poti hade 41 465 invånare 2014.
Poti är en betydande industristad och stadens hamn är Georgiens största, såväl civilt som militärt. Den Georgiska flottan har sitt högkvarter i staden. Järnvägssträckan Poti–Tbilisi utgör en central stambana i landet. I Poti börjar europavägarna E70 och E97, medan E60 passerar staden. Staden har en flygplats, Poti flygplats, som varit nedlagd en längre tid men planeras genomgå renovering och tillbyggnad.
I staden ligger fotbollsstadion Pazisi, som tar 6000 åskådare, och där den lokala klubben FK Kolcheti-1913 Poti spelar sina hemmamatcher. Kolcheti har blivit georgiska mästare två gånger, då man vunnit högsta ligan 1978 och 1988.
Potis domkyrka, med plats för 20 000 besökare, är en av de största i Georgien.

## Systerstäder
- LaGrange, Georgia, USA
- Burgas, Bulgarien
- Larnaca, Cypern
- Aktau, Kazakstan
- Nafplion, Grekland